# Park Naturalny Sierra de Cazorla, Segura i Las Villas

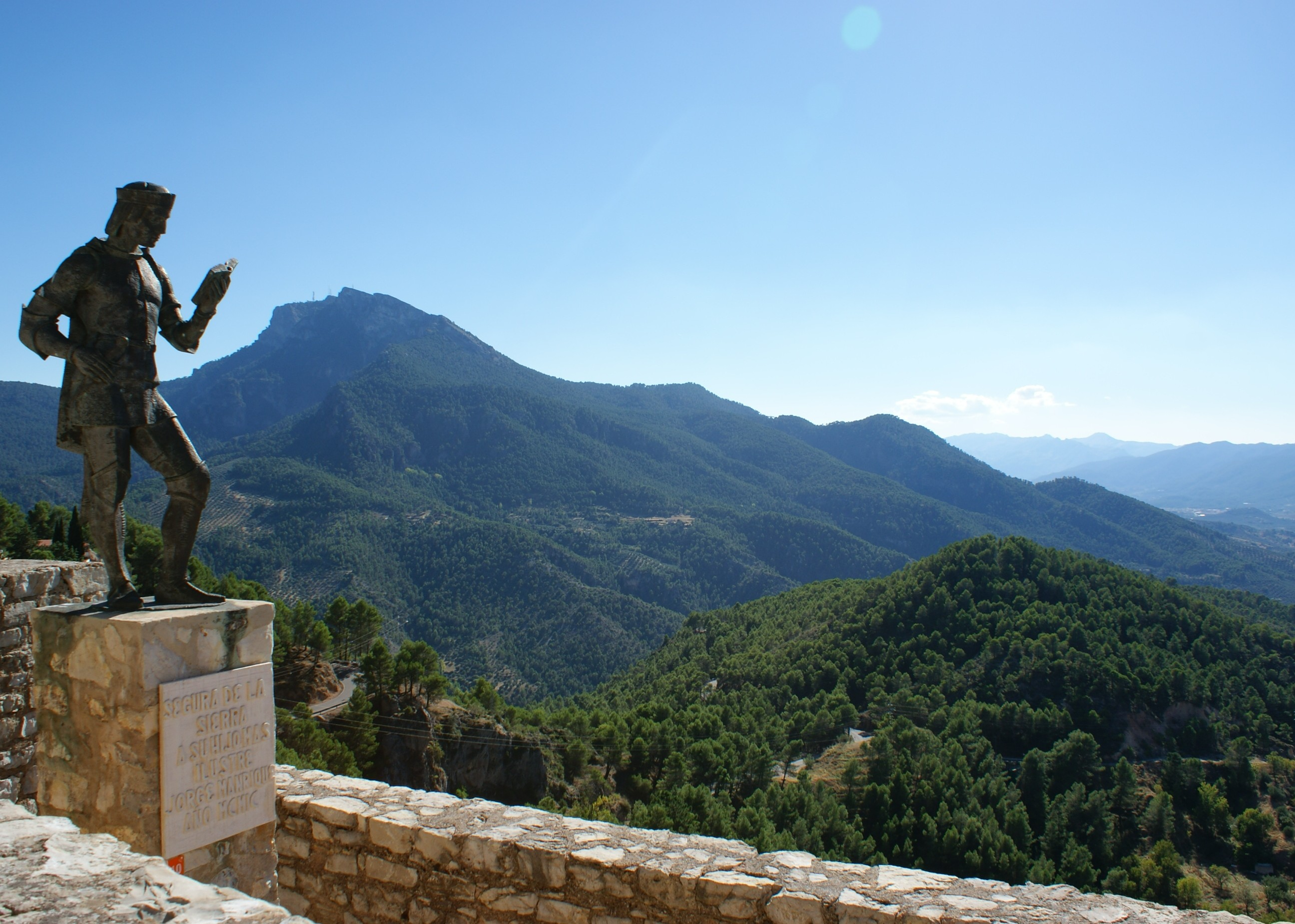

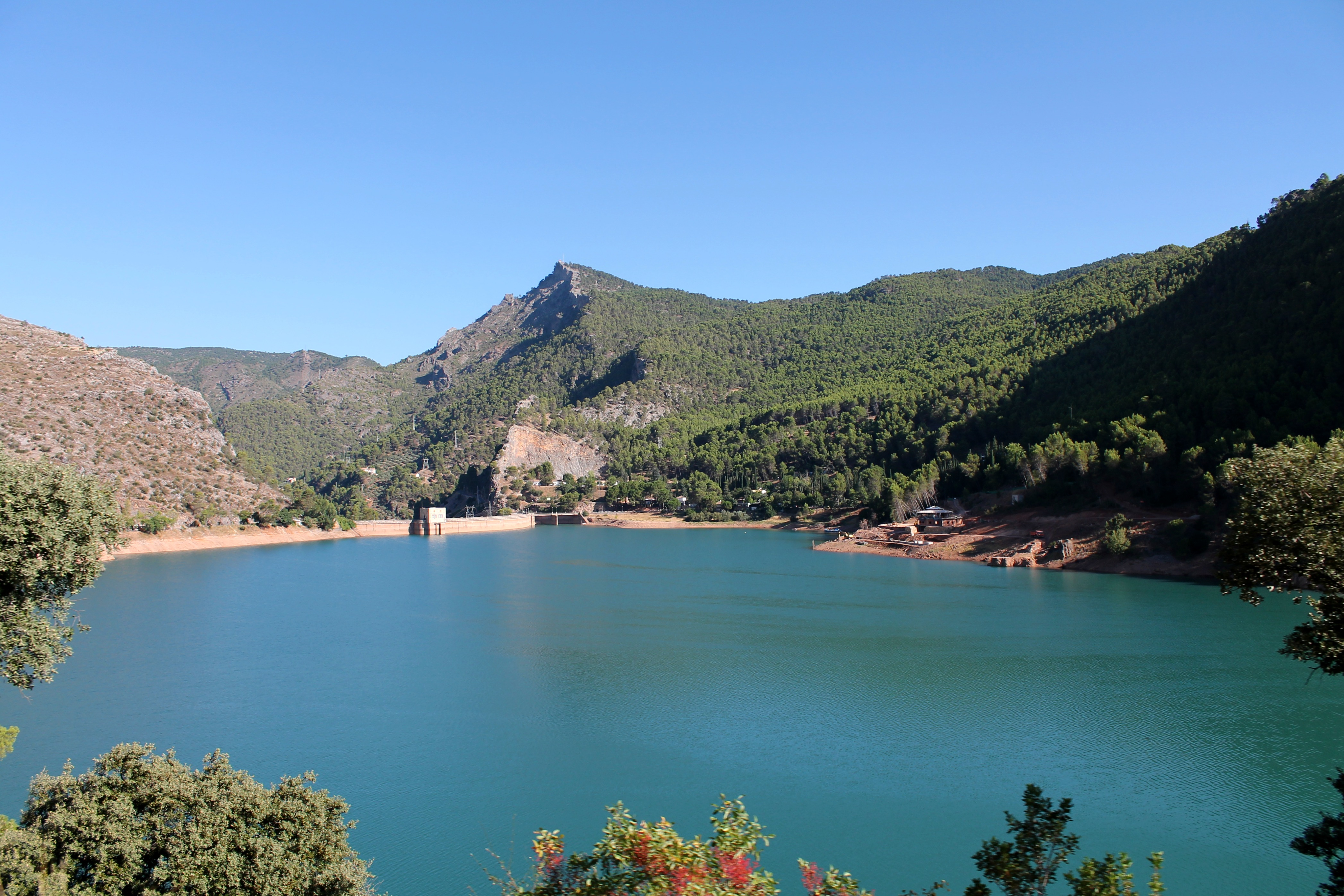
Zbiornik Tranco

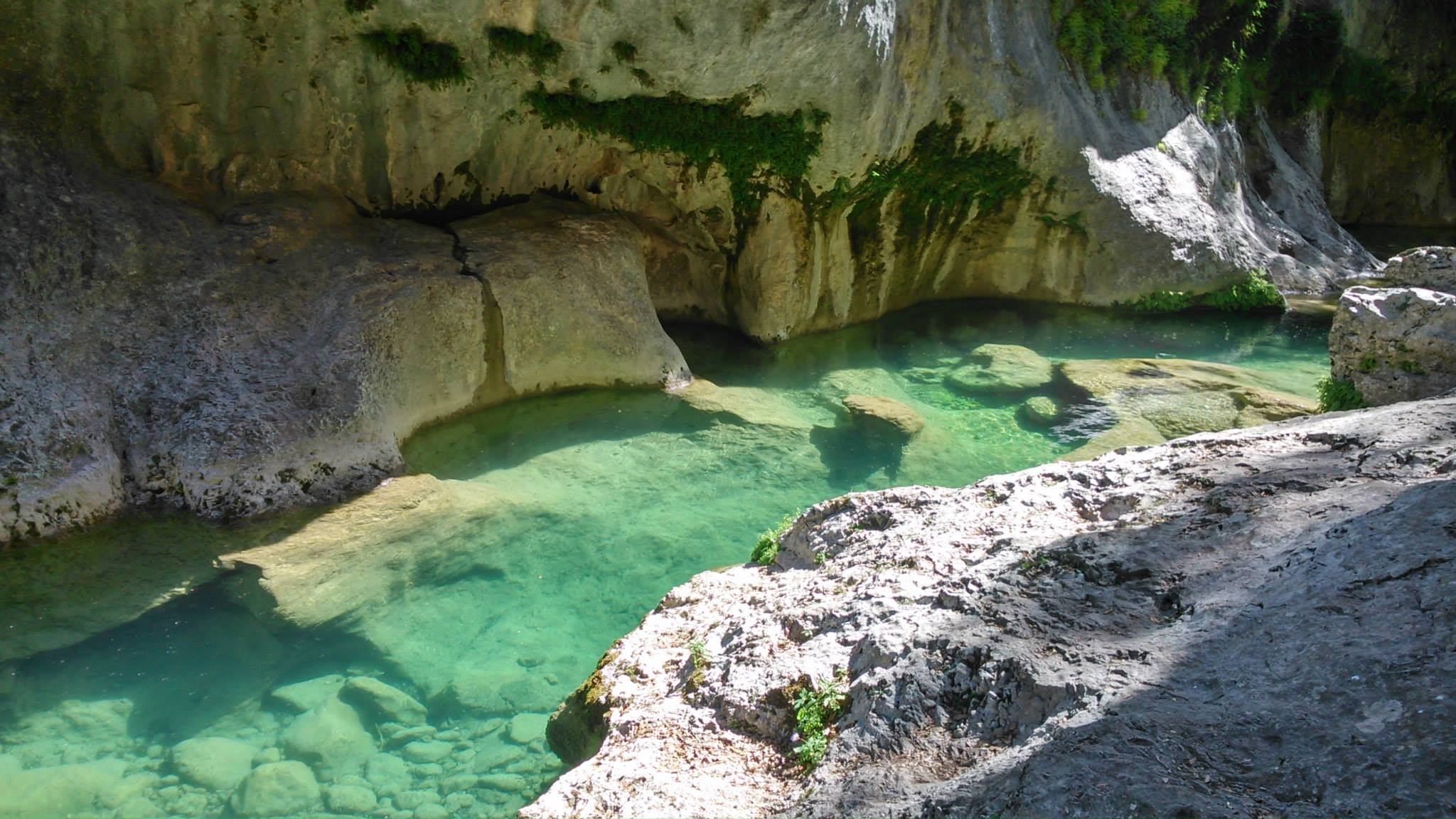

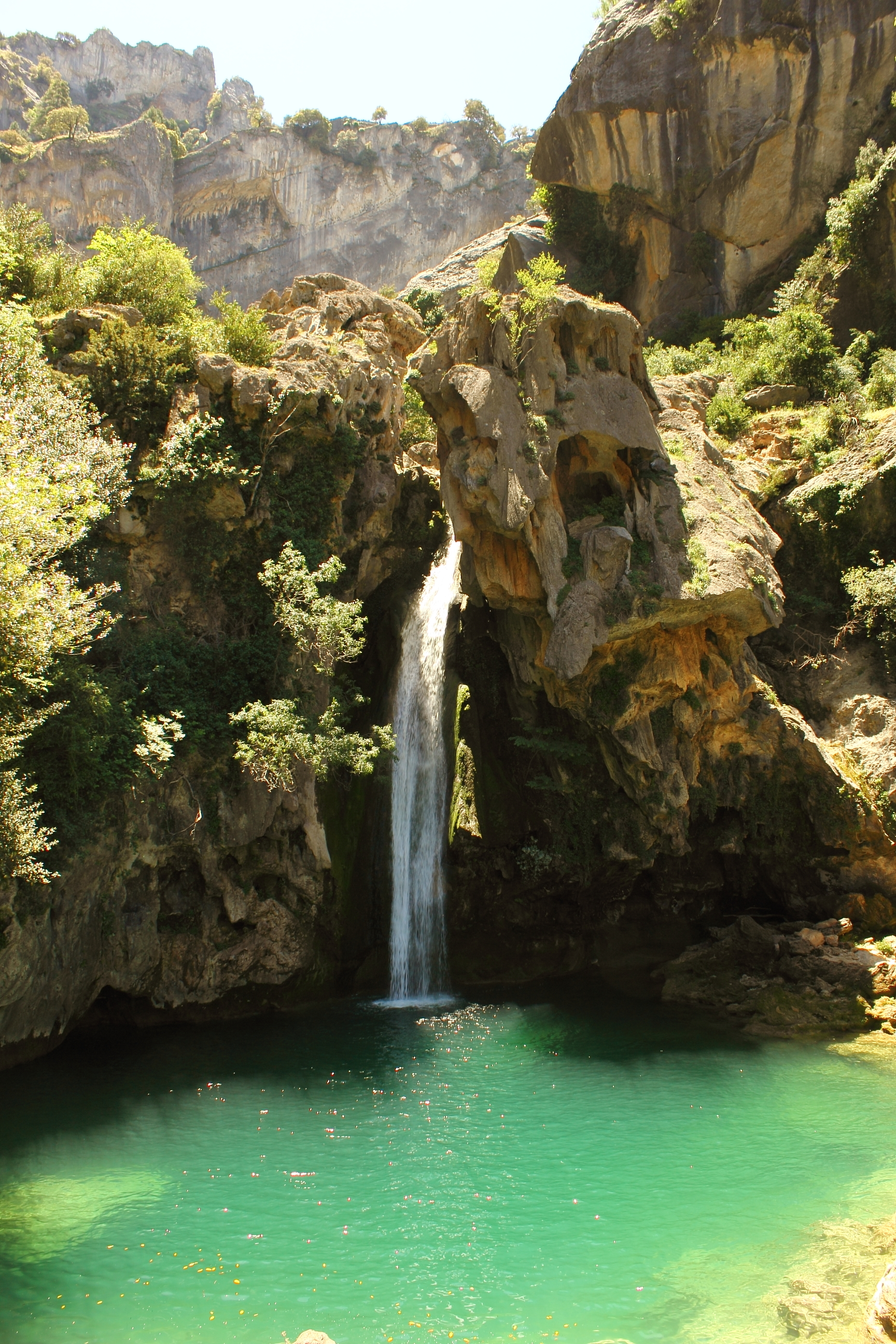

Sierra de Cazorla, Segura i Las Villas jest położony na wschodzie i północnym wschodzie prowincji Jaén w Hiszpanii, zajmuje obszar 214 300 hektarów, co oznacza, że jest największą przestrzenią podlegającą ochronie prawnej w Hiszpanii i drugą w Europie. Został ogłoszony rezerwatem biosfery przez UNESCO w 1983 roku, jest także obszarem wchodzącym w skład sieci Natura 2000 na podstawie Dyrektywy Ptasiej Unii Europejskiej (z hiszp. Zona de Especial Protección para las Aves – Obszar Specjalnej Ochrony Ptaków) od 1987. Jest tak rozległy, że leży na terenie 23 municypiów z 80 000 mieszkańców. Stopień ochrony różni się w zależności od obszaru, pozwalając na większości terytorium na prowadzenie różnego rodzaju działalności gospodarczej.
Całe jego piękno krajobrazowe i bogactwo biologiczne łączy się z dziedzictwem kulturowym, co czyni z parku i jego otoczenia jedną ze stref najczęściej odwiedzanych w całej Hiszpanii.

## Comarki
Park narodowy zajmuje ziemie wchodzące w skład municypiów trzech comark jaeńskich:
- Sierra de Cazorla, której 40% leży na terenie parku narodowego.
- Sierra de Segura, której 90% leży na terenie parku i stanowi 70% całej powierzchni parku.
- Las Villas.

## Hydrografia
Z Parku Narodowego Sierra de Cazorla, Segura i Las Villas wypływają wody, które płyną przez Andaluzję, to tutaj ma swój początek rzeka Gwadalkiwir, która uchodzi do Atlantyku. Park jest też obszarem źródliskowym rzeki Segura, która niesie wody do Morza Śródziemnego. Węzeł hydrologiczny tworzy labiryntyczna orografia, gdzie krajobraz staje się za każdym razem bardziej wilgotny i umożliwia bujny rozwój wegetacji. Topole, wierzby, wiązy, roślinność nadrzeczna, towarzyszą rzekom Borosa, Aguamula i Madera. Lasy dębów ostrolistnych i sosen o świetnym bogactwie florystycznym tworzą dziedzictwo, gdzie można również spotkać kozice, dziki, jelenie lub wydry.
Na Cañada de las Fuentes (powyżej 1350 m n.p.m.) ma źródło rzeka Gwadalkiwir, której górska dolina stanowi serce parku. Rzeka Madera płynie przez wspaniały las sosnowy sosny czarnej, gatunku autochtonicznego, który występuje powyżej 1200 m n.p.m. W tych i innych rzekach górskich, np.: Borosa, Aguasmulas, Guadalimar... występuje bogactwo ryb: troć wędrowna i pstrąg tęczowy, brzana czy ukośniki.

## Flora
Tutejsze lasy stanowią największy ciągły obszar leśny (las sosonowy) całej Hiszpanii, z prawie wszystkimi gatunkami, chociaż dominuje sosna czarna. Sporo gatunków zostało niedawno reintrodukowanych i rozwija się znakomicie dzięki obfitości opadów. Do 900 metrów wysokości występują lasy sosny alepskiej, której towarzyszą drzewa poziomkowe i pistacje kleiste, pozostałości po lesie śródziemnomorskim, który wcześniej tu występował. Wyżej znajdujemy lasy dębów ostrolistnych, szkarłatnych i ważne siedliska sosny nadmorskiej. W miejscach bardziej wilgotnych występują tysiącletnie cisy i ostrokrzewy kolczaste, bardzo rzadkie w Andaluzji. Na brzegach rzek pojawiają się jesiony, wierzby, topole oraz trzciny i pałki wodne, gdzie znajdują schronienie ptaki wodne i małe ssaki. Ten Park Narodowy gromadzi jedno z najbogatszych zbiorowisk roślinnych obszaru śródziemnomorskiego. Z powyżej 1300 sklasyfikowanych gatunków, 24 występują jedynie na terytorium parku, tak jak endemiczny gatunek fiołka (Viola cazorlensis – fiołek cazorleński), jedyna roślina mięsożerna (Pinguicula valliisneriifolia), Geranium cazorlanum (bodziszek cazorlański) lub Aquilegia cazorlensis (orlik cazorlański).
W lesie dominują trzy odmiany sosny: sosna alepska, sosna nadmorska i sosna czarna pino w dużej mierze przywrócone przez człowieka po długowiecznej eksploatacji drewna na tym obszarze. Dęby ostrolistne i dąb szkarłatny uzupełniają dominujący skład gatunkowy lasów parku. Są też rezerwaty, na których zachowała się pierwotna roślinność w postaci lasu laurowego.
Na terenie parku znajduje się Ogród Botaniczny Torre del Vinagre (Jardín Botánico Torre del Vinagre), gdzie można poznać najważniejsze rośliny parku.

## Fauna

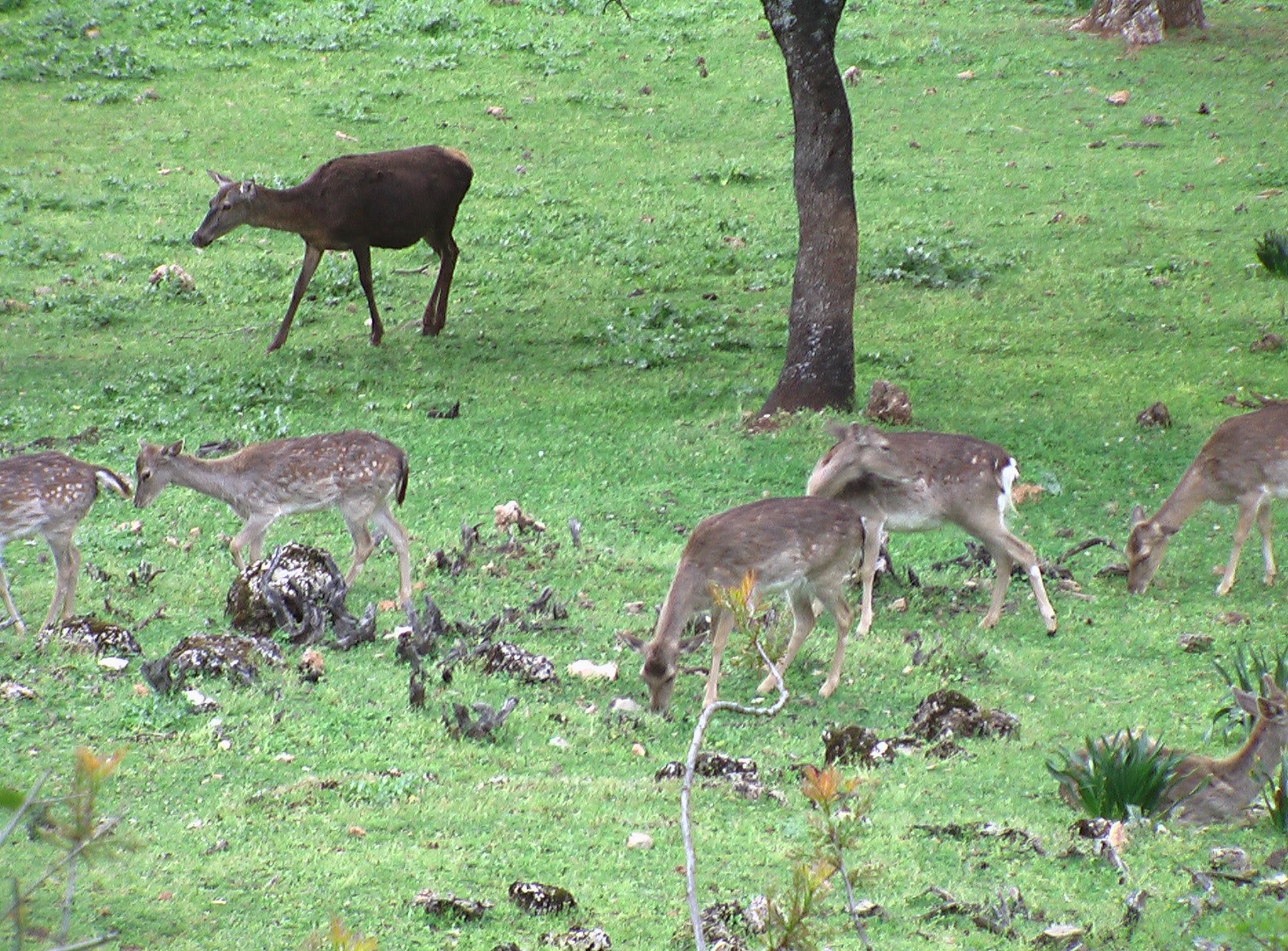
Jelenie

Wyróżnia się wielkie stado jeleni, kozice hiszpańskie (Capra pyrenaica) i dziki, jak również ważne populacje muflonów i danieli. Występują również lisy, żenety czy kuny, a także jedno z największych bogactw entomologicznych Półwyspu Iberyjskiego.
Wśród ptaków najważniejsze są sęp płowy i orzeł przedni, jak również orłosęp brodaty w trakcie reintrodukcji.

## Zagrożenia

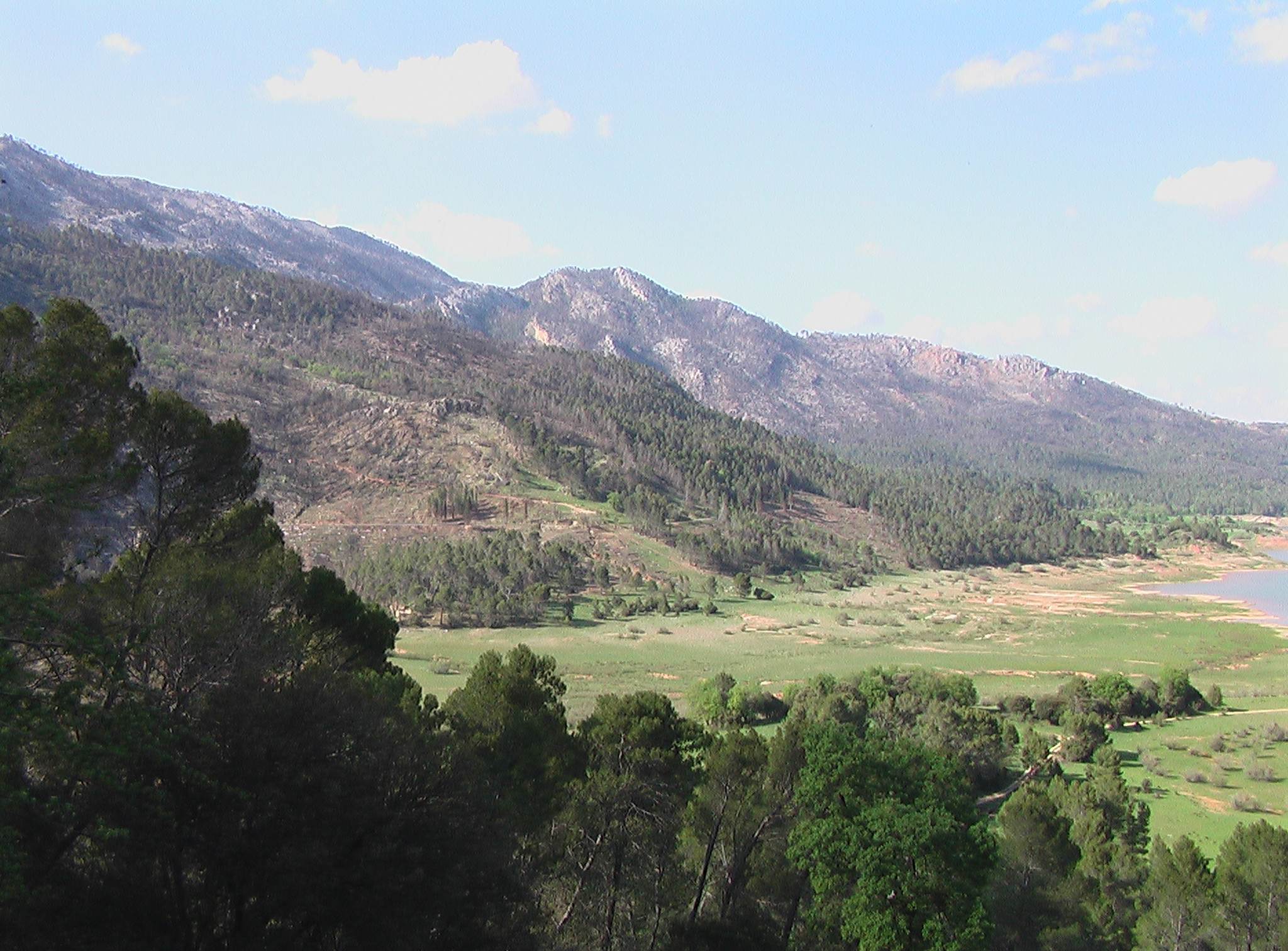
Pożar z 2005 roku

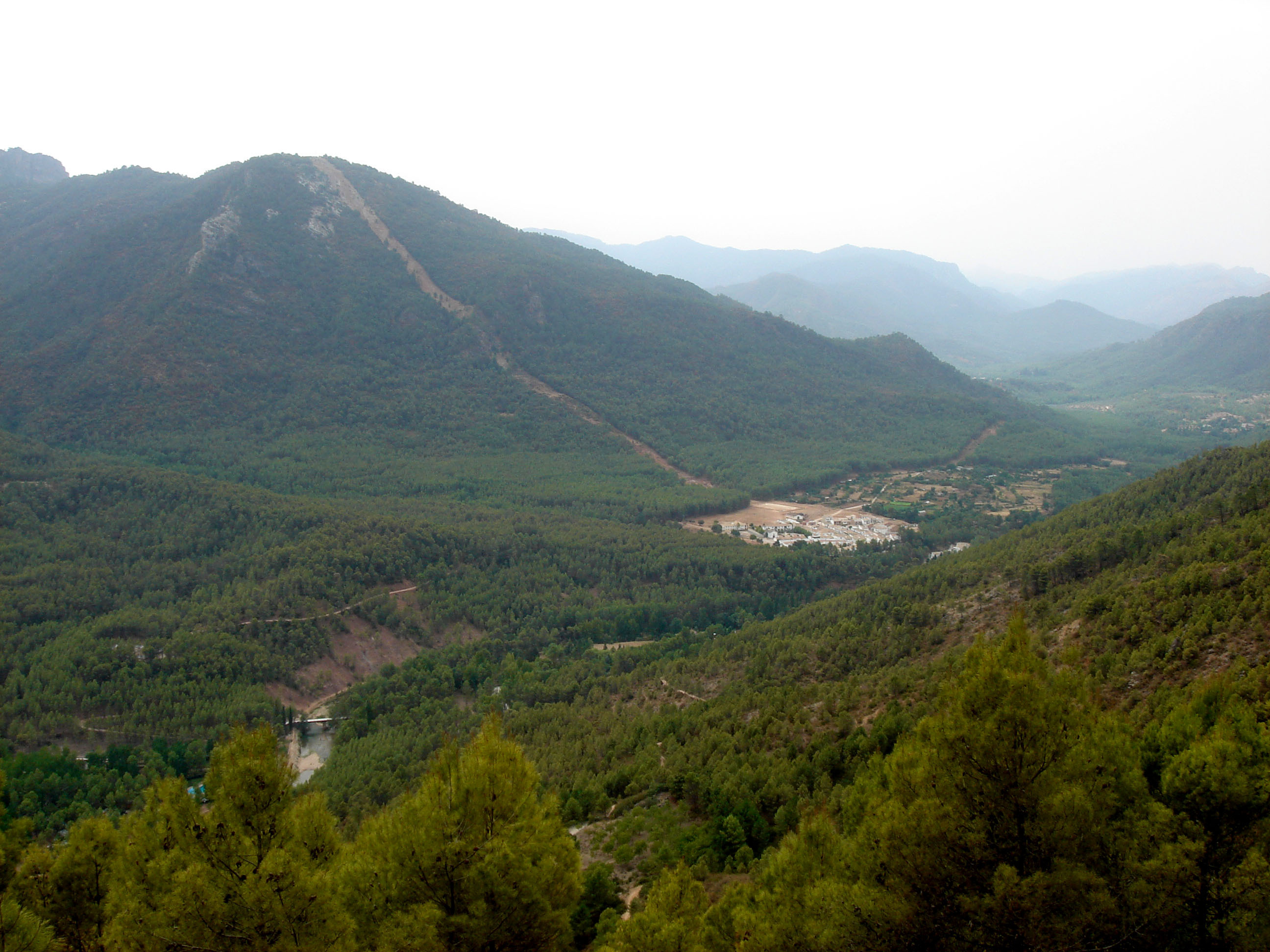
Coto Ríos

Głównym zagrożeniem dla parku są obok globalnego ocieplenia i jego najbardziej widocznych skutków, jak susze i upały, zarówno dla flory, jak i fauny są pożary lasów, które wielokrotnie miały miejsce i stają się coraz częstsze i coraz bardziej katastrofalne:
- Latem 2005 roku w Sierra de las Villas i na zachodnim stoku Tranco dspłonęło ponad 5000 hektarów po burzy z wyładowaniami atmosferycznymi w czasie rekordowych upałów; była to najbardziej niszczycielska katastrofa w całej historii parku.
- W 2001 roku spłonęło 800 hektarów lasu na Puerto de las Palomas; do dziś administracja parku nie podjęła działań w celu pilnego doprowadzenia lasu do stanu sprzed pożaru.
- W Vacarizuela na początku lat 90. spłonęło jakieś 800 hektarów lasu.
- Na Torre del Vinagre w 1986 spłonęło około 1000 hektarów terenów leśnych.

Kolejną wielką groźbą jest nadmierny rozwój turystyki na terenie parku, np. w Arroyo Frío co tydzień weekendy spędza 4000 osób, co sprawia, że lokalna oczyszczalnia ścieków nie nadąża z ich oczyszczaniem i zatruwa wody parku.
Bardzo groźne są również epidemie, np.: epidemia swierzbu zdziesiątkowała populację kozicy hiszpańskiej w latach 90. lub ta, która dotknęła raka rzecznego (była wynikiem wprowadzenia raka amerykańskiego, który rozprzestrzenił grzyby chorobotwórcze) prawie doprowadziła do jego wyginięcia.